# Un tour ensemble
Albums de Jean-Jacques Goldman
Chansons pour les pieds
(2001)
Un tour ensemble est un album live issu de la tournée 2002 de Jean-Jacques Goldman sorti le 3 juin 2003. Il a été enregistré du 17 au 20 juin 2002, au Zénith de Lille.
Il s'agit de son dernier album de son vivant.

## Liste des chansons
| Disque 1 | Disque 1                                  | Disque 1 | Disque 1 | Disque 1 | Disque 1 | Disque 1 | Disque 1 | Disque 1 | Disque 1 |
| No       | Titre                                     | Durée    |          |          |          |          |          |          |          |
| -------- | ----------------------------------------- | -------- | -------- | -------- | -------- | -------- | -------- | -------- | -------- |
| 1.       | Je marche seul                            | 3:19     |          |          |          |          |          |          |          |
| 2.       | Répétitions                               | 5:59     |          |          |          |          |          |          |          |
| 3.       | Nos mains                                 | 3:38     |          |          |          |          |          |          |          |
| 4.       | Petite fille                              | 5:55     |          |          |          |          |          |          |          |
| 5.       | Encore un matin                           | 4:33     |          |          |          |          |          |          |          |
| 6.       | Poussière                                 | 8:18     |          |          |          |          |          |          |          |
| 7.       | Je voudrais vous revoir                   | 5:55     |          |          |          |          |          |          |          |
| 8.       | Juste après (Hommage à Carole Fredericks) | 5:23     |          |          |          |          |          |          |          |
| 9.       | En passant                                | 7:33     |          |          |          |          |          |          |          |
| 10.      | Veiller tard                              | 6:26     |          |          |          |          |          |          |          |
| 56:59    |                                           |          |          |          |          |          |          |          |          |

| Disque 2 | Disque 2 | Disque 2 | Disque 2 | Disque 2 | Disque 2 | Disque 2 | Disque 2 | Disque 2 | Disque 2 |
| No       | Titre | Durée    |          |          |          |          |          |          |          |
| -------- | --- | -------- | -------- | -------- | -------- | -------- | -------- | -------- | -------- |
| 1.       | Flûtiau et violon approximatifs                                                                                                 | 2:52     |          |          |          |          |          |          |          |
| 2.       | Et l’on n'y peut rien | 5:41     |          |          |          |          |          |          |          |
| 3.       | Tournent les violons | 6:45     |          |          |          |          |          |          |          |
| 4.       | Ensemble | 7:16     |          |          |          |          |          |          |          |
| 5.       | On ira | 6:56     |          |          |          |          |          |          |          |
| 6.       | Les Choses | 5:14     |          |          |          |          |          |          |          |
| 7.       | Né en 17 à Leidenstadt | 3:57     |          |          |          |          |          |          |          |
| 8.       | C'est pas vrai | 6:57     |          |          |          |          |          |          |          |
| 9.       | Présentation des musiciens (Je te donne, Quand la musique est bonne, La Digue du cul, Peur de rien blues, Au bout de mes rêves) | 4:06     |          |          |          |          |          |          |          |
| 10.      | Nuit | 6:21     |          |          |          |          |          |          |          |
| 11.      | Envole-moi | 5:56     |          |          |          |          |          |          |          |
| 12.      | Puisque tu pars | 7:24     |          |          |          |          |          |          |          |
| 69:38    | |          |          |          |          |          |          |          |          |

## Composition du groupe
- Jean-Jacques Goldman - Guitare acoustique, Piano, Violon, Guitare électrique, Flûte, Oud, Percussions, Chants.
- Andy Scott -Réalisation, prise de son, mixage
- Michael Jones - Guitare électrique, Guitare acoustique, Buzuki, chants, Chœurs.
- Claude Le Péron - Guitare basse, Vielle à roue, Chœurs.
- Christophe Nègre - Saxophone, Flûte, Bombarde, Claviers, Chœurs.
- Christophe Deschamps - batterie, percussions, Chœurs.
- Jacky Mascarel - Claviers, Chœurs.

- On notera la participation de la troupe folklorique de Lublin et d'une équipe de caisses claires écossaises

## Certification
| Année | Ventes  | Certification |
| ----- | ------- | ------------- |
| 2003  | 300 000 | Platine       |